# Колесниченко, Алексей Никифорович
Колесниченко Алексей Никифорович (28 марта 1923, Харьков — 19 мая 1985, Харьков) — советский учёный — криминалист. Участник Великой Отечественной войны. Доктор юридических наук (1967), профессор (1968). Автор первого фундаментального исследования общетеоретических проблем криминалистической методики.

## Биография
Колесниченко Алексей Никифорович, известный учёный  — криминалист, родился 28 марта 1923 года в Харькове.
После окончания ростовской Артиллерийской спецшколы №11 в июне 1941 года поступил в артиллерийское училище Ростова-на-Дону.
В ноябре — декабре 1941 года, будучи курсантом, принимал участие в обороне и первом освобождении Ростова-на-Дону от фашистов.
В феврале 1942, после окончания ускоренного курса училища, получил звание лейтенанта и был отправлен на фронт. Воевал в противотанковом артиллерийском батальоне в качестве командира взвода, а затем командира роты 45 мм противотанковых орудий. В конце июля 1942 был тяжело ранен в правую руку, два года провёл в госпиталях, был инвалидом Великой Отечественной войны .
В 1944 году возвращается в Харьков и поступает в Харьковский юридический институт (ныне — Национальный университет «Юридическая академия Украины имени Ярослава Мудрого»), который, научившись писать левой рукой, заканчивает с отличием в 1948 году.
В 1948—1951 годы учится в аспирантуре при кафедре уголовного права и процесса, после окончания которой работает в институте на должностях ассистента, старшего преподавателя, доцента.
В 1952 году защитил диссертацию на соискание учёной степени кандидата юридических наук на тему «Планирование советского предварительного следствия». Руководитель диссертационной работы — профессор Виктор Павлович Колмаков.
С 1957 по 1981 годы заведует кафедрой криминалистики с перерывом на 1965—1967 года для докторантуры. В 1967 защитил диссертацию на соискание учёной степени доктора юридических наук на тему «Научные и правовые основы расследования отдельных видов преступлений». Звание профессора присвоено в 1968 году.
В 1981 году по состоянию здоровья переходит на должность профессора и буквально до последних дней читает лекции, работает с аспирантами.
Скончался 19 мая 1985 года. Похоронен в Харькове на 13-м городском кладбище.

## Научная деятельность
А. Н. Колесниченко считается одним из основоположников отдельного раздела криминалистики — криминалистической методики. В его работах и работах его учеников были сформулированы как общие положения, так и методики расследования отдельных видов преступлений. Впервые он предложил и обосновал концепцию «криминалистической характеристики преступлений», как основы создания методики их расследования.
Он автор и соавтор более 70 научных трудов (в том числе соавтор 5 монографий и учебников по криминалистике), которые актуальны и по сей день, имеют высокий индекс цитирования (имеет индекс Хирша h=12). Восемь его учеников стали кандидатами юридических наук. В течение многих лет был членом редакционной коллегии сборника «Криминалистика и судебная экспертиза».

## Награды
- Ордена «Отечественной войны» 1-й степени и «Красной звезды»
- Медали «За трудовую доблесть», «За доблестный труд. В ознаменования 100-летия Владимира Ильича Ленина», «За победу над Германией в Великой Отечественной войне 1941—1945 гг.», «Двадцать лет победы в Великой Отечественной войне 1941—1945 гг.», «Тридцать лет победы в Великой Отечественной войне 1941—1945 гг.», «Сорок лет победы в Великой Отечественной войне 1941—1945 гг.», «Ветеран труда», «50 лет Вооружённых сил СССР», «60 лет Вооружённых сил СССР».

## Семья
- Отец — Колесниченко Никифор Никифорович, железнодорожник (1888—1940)
- Мать — Колесниченко (Плесская) Александра Геннадиевна, учительница (1885—1967)
- Жена — Колесниченко (Берлина) Муся Давидовна, юрист (1924—2003)
- Сын — Колесниченко Юрий Алексеевич, физик (род. 1953)

## Основные труды
- Криминалистика // Учеб. — Москва. — 1958; 1962; 1963; 1973 (в соавтор.)
- Научные и правовые основы расследования отдельных видов преступлений // Докт. дис. — Харьков. — 1967.
- Общие положения методики расследования отдельных видов преступления (Конспект лекций по советской криминалистике) // Харьк. юрид. ин-т. Кафедра криминалистики. — Харьков. — 1965; 1976 — 47 с.
- Криминалистическая характеристика преступлений. Глава ІІ. Советская криминалистика. Методика расследования отдельных видов преступлений. Под ред. В. К. Лисиченко. —Киев: Вища шк., 1988. — 405 c.
- Судебная фотография. — Харьков. : Вища школа. Изд-во при Харьк. ун-те, 1981. — 184 с. (в соавтор.)
- Криминалистическая характеристика преступлений. Учеб. пособие. Харьковский юридический ин-т. — Харьков. — 1985. — 93 с. (в соавтор.)
- Радянська криміналістика. Криміналістична техніка і слідча практика. Підручник для студентів юридичних ВУЗів та факультетів. За заг. ред. В. Колмакова. Київ Вища школа 1973 г. 296 с. (в співавт).